# Régis Pitbull
Régis Fernandes da Silva, mais conhecido como Régis Pitbull (São Paulo, 22 de setembro de 1976), é um ex-futebolista brasileiro que atuava como atacante.

## História

### Carreira
Iniciou sua carreira profissional no Comercial, em 1996, e seguiu muito cedo para a Europa. No velho continente, defendeu o Marítimo de Portugal em 1997.
Mas, foi na Ponte Preta que Régis teve maior destaque e virou ídolo. Do clube de Campinas, seguiu para outros clubes do Brasil, Japão e Turquia, até chegar ao Vasco da Gama. No clube carioca, teve passagem discreta, anotou apenas 2 gols em 19 jogos.
No ano de 2004, veio a realização de um sonho para Régis, atuar no Corinthians, clube declarado por ele como do seu coração. Apesar do sentimento envolvido, Régis não correspondeu no "Timão" e foi dispensado. Na segunda metade do ano, seguiu para o Estádio do Canindé, para atuar pela Portuguesa.
Já no ano de 2006, Pitbull foi contratado pela Inter de Limeira e, no ano seguinte, emprestado ao Daejeon Citizen do futebol coreano. Também não obteve sucesso e voltou ao Brasil para jogar pelo ABC. Apesar de ter ajudado o time potiguar a se classificar para a terceira fase do Brasileiro da Série C, Régis aceitou uma proposta do Ituano para voltar ao futebol paulista. O problema é que a CBF não aceitou o seu registro, já que havia atuado por outros 2 clubes anteriormente, e acabou ficando sem clube.
No ano de 2008, transferiu-se para o Rio Branco-MG, onde começou o seu grande drama pessoal. No dia 13 de março de 2008, após o jogo em que o seu time venceu o Cruzeiro em pleno Estádio do Mineirão por 1 a 0 num jogo válido pela primeira fase do Campeonato Mineiro, Régis foi flagrado no exame antidoping. O laboratório responsável pela análise na urina do jogador, constatou a presença de maconha e Régis foi suspenso por 30 dias. Essa não foi o primeira problema do jogador com a maconha, em 2001, quando atuava no Bahia, também foi diagnosticado a substância na urina de Régis e ele ficou suspenso por 121 dias.
Em 2009, Régis tenta recomeçar sua carreira no Poços de Caldas na disputa do Módulo II do Campeonato Mineiro. A tentativa se tornou frustrada, já que, Pitbull teve um desentendimento com a torcida do clube após um mau resultado do time num jogo do campeonato e foi dispensado pela diretoria.
No ano seguinte, Régis é anunciado como reforço do São Raimundo-AM. Mas, ao final do ano, deixou o clube e se aposentou. 

### Drama com as drogas
Após sua aposentadoria, Pitbull bate de frente com o problema das drogas. Após problemas em campo por causa da maconha, volta a usar substâncias e se vicia no crack.
Em 2012 mais uma reviravolta na carreira do atleta. Depois de se livrar completamente das drogas, quase dois anos longe dos gramado, Regis Pitibul assina contrato com a Ponte Preta para disputar os campeonatos Paulista e Brasileiro do mesmo ano.
Atuou pela Matonense no campeonato Paulista série A2 2015, sendo um destaque da equipe com desempenho acima da média.
Atuou no futebol de várzea, defendendo o Villa Real F.C., uma equipe jaraguaense que é considerada um grande time amador da Zona Oeste de São Paulo. Em 2015 disputou a Copa Pirituba de Futebol Amador.[carece de fontes?]
Em 2019, foi tema de uma reportagem especial da Folha/Uol por sua luta contra o vício. Na reportagem, o ex-jogador refuta que seja vítima, diz que é um "adicto em recuperação" e que não precisa de esmola.
Em 8 de maio de 2021, ainda não recuperado, a ESPN produziu e transmitiu Salvem o craque, Salvem do crack, documentário de uma hora de duração sobre a carreira do jogador, seu declínio e seus problemas com drogas. Após a transmissão, o jogador foi acolhido em clínica de reabilitação ainda para tentar se livrar do vício em crack, recebendo tratamento de forma gratuita após a psicóloga responsável pela clínica se sensibilizar com sua história.
Em 2022, após ficar meses internado, começou a trabalhar na fábrica de um amigo de infância.

### Prisão
Em 25 de março de 2025, Régis foi preso em flagrante após agredir o sub-síndico do condomínio onde morava.